# Lluís Llach i Grande
Lluís Llach i Grande (Girona, 7 mei 1948) is een Catalaanse singer-songwriter. Hij is een van de sleutelfiguren van de Nova Cançó, een muzikale beweging in Catalonië (Spanje), die in het midden van de jaren 1960, in de laatste jaren van de franquistische dictatuur (1939-1975) de popmuziek in de eigen taal tot een grote bloei heeft gebracht. Hij was zeer geëngageerd in de catalaanse beweging en vele acties voor een eigen Catalaanse staat.
Een van zijn bekendste liederen is L'Estaca (1968) dat in 1978 in de Poolse transcriptie Mury de hymne van de vakbond Solidarność geworden is, later het lijflied van de Perpignaanse rugbyclub USA Perpignan geworden is en ten slotte tijdens de Jasmijnrevolutie in Tunesië de revolutionairen geïnspireerd heeft.
In het begin van zijn carrière had hij zowel wegens de inhoud van zijn liederen maar ook omdat hij in het Catalaans zong, enorm veel last van de censuur en de totalitaire repressie. Van 1970 tot 1974 kreeg hij beroepsverbod in Spanje, omdat hij onder meer tijdens een concert in Cuba openlijk kritiek op de dictator Francisco Franco gegeven had en waarbij de Spaanse ambassadeur boos was weggelopen en ook nog omdat hij in Madrid tijdens een publiek concert enkel in het Catalaans gezongen had. Hij wijkt uit naar Parijs waar hij in contact komt met Paco Ibáñez en Mikis Theodorakis wat leidt tot een vruchtbare wederzijdse beïnvloeding.
In 1975 verschijnt in ballingschap zijn grootste succes Viatge a Itaca (Reis naar Itaca) op teksten van Konstantínos Kaváfis. Op 15 januari 1976, pas enkele maanden na het overlijden van Franco, kan hij in Barcelona drie avonden na elkaar de Sportpaleis van Montjuïc vullen. Zijn carrière is daarna niet meer te stuiten. In september 1979, na de democratische overgang was hij de eerste artiest, die geen operazanger was, die in het Liceu een optreden had. In 1981 kreeg hij het Creu de Sant Jordi, de op een na de hoogste onderscheiding van de Catalaanse regering.
In 2007 besloot hij zijn actieve carrière te beëindigen. Een groep internationale artiesten besluit daarop een dubbele CD met een hommage aan Lluís Llach te publiceren. Sedertdien blijft hij cultureel actief en publiceerde in 2011 zijn eerste roman, Memòria d'uns ulls pintats, een coming of age roman van vier jongeren die begint bij de Tweede Spaanse Republiek. Sedert 1996 wijdt hij zich ook aan de wijnbouw in Porrera waar hij enkele stukken land geërfd had. Hij engageert zich politiek in de Assemblea Nacional Catalana, een koepelvereniging die los van alle partijpolitiek alle krachten wil verenigen voor de Catalaanse onafhankelijkheid. Hij was zeer actief betrokken bij de grote betoging van de diada van 2012 en bij de Catalaanse Weg van 2013. Op deze laatste drukte hij symbolisch de hand met zijn collega-zanger Carles Santos op de brug van de Sénia tussen Alcanar en Vinaròs, als blijk van de culturele verbondenheid tussen Catalonië en het Land van Valencia.
Bij de verkiezingen voor het Catalaanse parlement in 2015 werd hij lijsttrekker voor de provincie Girona voor het kartel Junts pel Sí (Samen voor Ja). Deze groepering van prominenten uit de wereld van kunst en cultuur, samen met de centrumrechtse Convergència Democràtica de Catalunya (CDC) en de linkse republikeinen van Esquerra Republicana de Catalunya (ERC) heeft de onafhankelijkheid als gemeenschappelijke doelstelling.

## Werken

### Discografie
- Els èxits de Lluís Llach (1968)
- Ara i aquí (1970)
- Com un arbre nu (1972)
- Lluís Llach a l'Olympia (1973)
- L'Estaca (1973)
- I si canto trist... (1974)
- Viatge a Itaca (1975)
- Barcelona, gener de 1976 (1976)
- Campanades a morts (1977)
- El meu amic, el mar (1978)
- Somniem (1979)
- Verges 50 (1980)
- I amb el somriure, la revolta (1982)
- T'estimo (1984)
- Maremar (1985)
- Camp del Barça, 6 juli 1985 (1985)
- Astres (1986)
- Geografia (1988)
- La forja de un rebelde (BSO)(1990)
- Torna aviat (1991)
- Ara, 25 anys en directe (1992)
- Un pont de mar blava (1993)
- Rar (1994)
- Món Porrera (1995)
- Nu (1997)
- 9 (1998)
- Temps de revoltes (2000)
- Jocs (2002)
- Junts (met Josep Carreras, 2003)
- Poetes (2004)
- Que no s'apague la llum (met Feliu Ventura 2005)
- i. (2006)
- Verges 2007 (2007)

### Roman
- Memòria d'uns ulls pintats (2011)

- Bibsys: 1082126
- Biblioteca Nacional de España: XX1719648
- Bibliothèque nationale de France: cb138967215 (data)
- Catàleg d'autoritats de noms i títols de Catalunya: 981058512999906706
- Gemeinsame Normdatei: 119551381
- International Standard Name Identifier: 0000 0001 0784 8598
- Library of Congress Control Number: n80010279
- Nationale Bibliotheek van Letland: 000234802
- MusicBrainz: c231e5c5-2191-460a-80e0-602a6b519538
- Nationale Bibliotheek van Tsjechië: jo2005273780
- Nationale Bibliotheek van Israël: 987007410496805171
- Nationale Bibliotheek van Polen: a0000001837139
- Nederlandse Thesaurus van Auteursnamen: 099451492
- Réseau des bibliothèques de Suisse occidentale: 02-A003526500
- Istituto Centrale per il Catalogo Unico: CAGV563977
- Système universitaire de documentation: 031362133
- Virtual International Authority File: 84172641
- WorldCat: E39PBJbRhFTFgGVfmHCDKXP84q